# Haagsche Studenten Vereeniging
De Haagsche Studenten Vereeniging is een vereniging voor studenten die studeren in de Nederlandse stad Den Haag en omstreken.

## Ontstaansgeschiedenis
De Haagsche Studenten Vereeniging (de H.S.V.) werd opgericht op 2 februari 1929 door een groep zogenoemde 'spoorstudenten' die studeerden aan universiteiten in steden als Leiden, Delft, Rotterdam en Amsterdam maar in Den Haag woonden. Omdat zij behoefte hadden aan een studentenvereniging in hun eigen woonplaats, besloten ze een eigen vereniging op te richten. In eerste instantie waren de studentenverenigingen uit de universiteitssteden niet gelukkig met een nieuwe concurrent in deze nota bene niet-universitaire stad. Gezamenlijk verstoorden zij de oprichtingsvergadering van 1 februari met een grote inval. De H.S.V'ers lieten zich echter niet klein krijgen, en zo werd een dag later alsnog de Haagsche Studenten Vereeniging opgericht. De Vereeniging is nu de oudste studentenvereniging van Den Haag.

## De Sociëteit

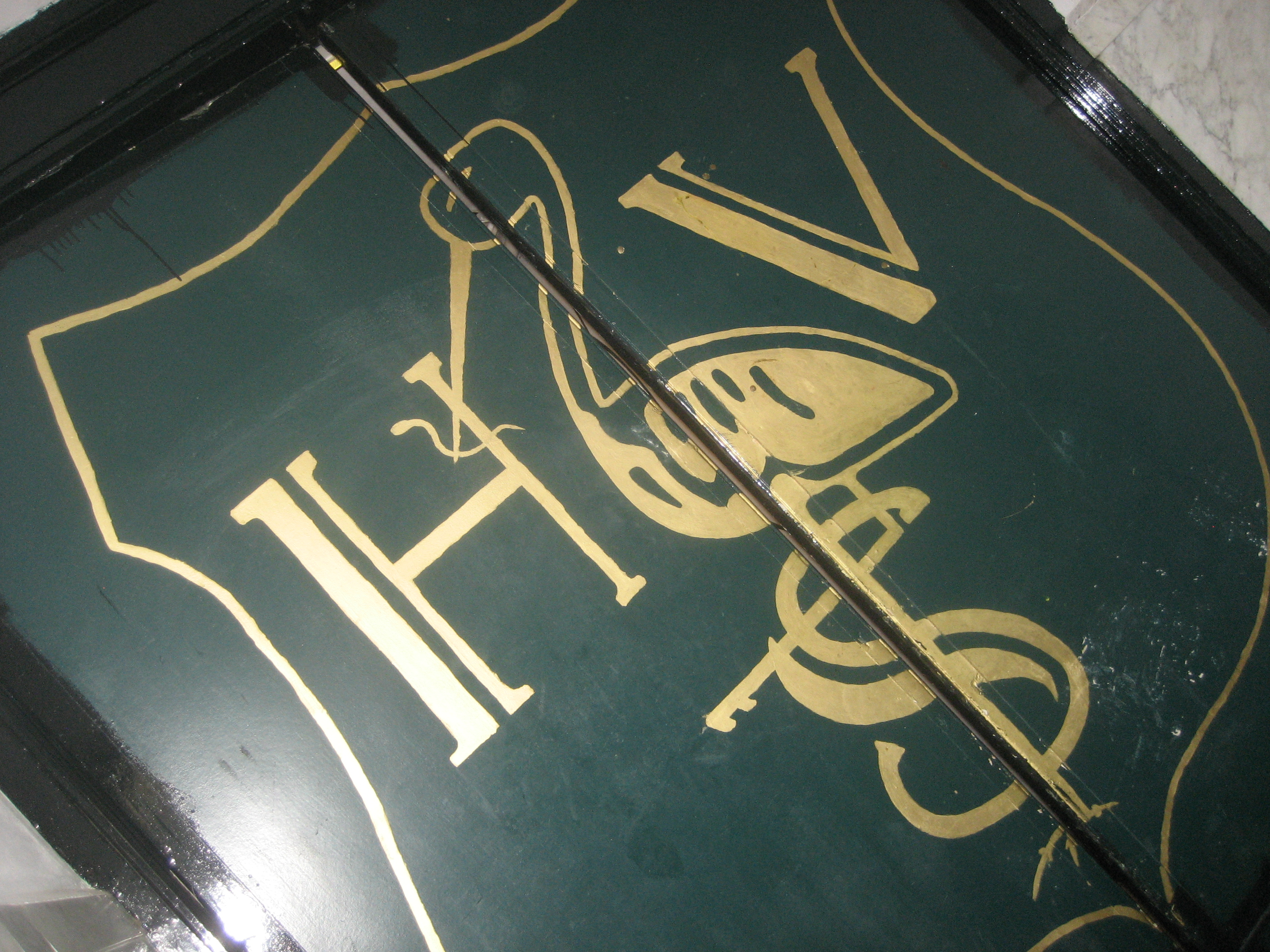
Deur met wapen

In 1980 betrok de Haagsche Studenten Vereeniging haar vierde sociëteit, aan de Burgemeester van Karnebeeklaan no. 3. Deze werd genoemd 'Megara' (IV). Het pand telt vijf etages en heeft dan ook meer te bieden dan alleen een ruimte waarin geborreld kan worden. Naast de sociëteitsruimte kent 'Megara' verscheidene ruimtes, zoals onder meer kamers voor de Senaat en commissies, een biljartkamer, garage en een ruime keuken.
Voordat de H.S.V. hier haar intrek deed kende het pand al een lange geschiedenis. Het pand werd in 1871 gebouwd. Tot voor de oorlog bestond de Burgemeester van Karnebeeklaan nog niet. Toentertijd was de Burgemeester van Karnebeeklaan een verlengde van de Laan Copes van Cattenburch, en heette ook zo. Het pand was toen gevestigd op nummer 5.
In 1851 kocht de gemeente 's-Gravenhage een stuk weiland van een particulier en splitste het op in kleine stukjes. In 1870 kocht Suzanne Marianne Andre zo'n stukje grond voor 5000 gulden. In 1871 werd het huis dat later 'Megara IV' werd erop gebouwd. Uit adresboeken valt af te leiden dat de meeste bewoners maar kort in het pand gewoond hebben. Het pand heeft dienstgedaan als pension en als doorgangshuis voor mensen die terugkwamen uit het toenmalige Nederlands-Indië.
Uit onderzoek is het een en ander duidelijk geworden over de oorspronkelijke functies van de ruimtes en wat er in de loop der jaren allemaal mee gedaan is. De huidige senaatskamer was bijvoorbeeld de chauffeurskamer, de kamer van de Commissie van de Sociëteit was de linnenkamer en het hok van de KennismakingsCommissie deed dienst als provisiekamer. De vertrekken van de bediendes bevonden zich vóór in de garage.
De achterste delen kwamen er in 1885 en 1976 pas bij. De keuken is altijd al als keuken gebruikt. De gang die nu als opslagruimte voor de voorraad gebruikt wordt, was waarschijnlijk de ingang voor het bedienend personeel en leveranciers. Op de plaats van het damestoilet zat een kluis. Het herentoilet is er waarschijnlijk pas bijgebouwd nadat de politie haar intrek nam in het pand. Boven op zolder waren ook nog een aantal bediendenkamertjes en berghokken.
In 1886 werd de serre gebouwd. Om dit mogelijk te maken werd in 1885 het middelste gedeelte van de garage gebouwd. In 1919 werd er een stookkelder gebouwd, met twee grote luchttoevoergaten op de plaats waar nu het nieuwste gedeelte van de garage staat. Ook de kolenstortplaat werd toen gebouwd. In 1941 moest de houten trap plaatsmaken voor de trap die er nu in zit. De laatste grote verbouwing vond plaats in 1976 toen er zoals reeds eerder vermeld het laatste stuk van de garage werd gebouwd.
In 1989 is een stuk van de tuin afgestaan ten behoeve van de naastgelegen brandweerkazerne.
Tot slot is in 2007 de garage geheel gerenoveerd, zodat deze weer actief in gebruik genomen kan worden. Recentelijk zijn bovendien de zogenaamde 'Ballenkamer' en 'Derksenzaal' gerestaureerd.

## Jaarclubs, Disputen, Commissies en de Senaat
De Haagsche Studenten Vereeniging kent jaarclubs, disputen, commissies en een Senaat.
Diegenen die lid worden in een bepaald jaar vormen samen een jaarclub. Daarnaast kent de H.S.V. verschillende disputen waar leden voor gevraagd kunnen worden. Een dispuut is een verticaal verband van leden die in verschillende jaren lid zijn geworden. De H.S.V. heeft zes erkende disputen.
De H.S.V. wordt bestuurd door een Senaat. Dat is het dagelijks bestuur van de Vereeniging. De Senaat bestaat doorgaans uit vijf leden. De voorzitter van de Senaat is de Praeses Senatus. Onder de verantwoordelijkheid van de Senaat vallen de commissies. Deze verzorgen alle activiteiten binnen en buiten de HSV. De belangrijkste commissie draagt zorg voor het reilen en zeilen van Megara IV (en de bar), en heet dan ook 'Commissie van de Sociëteit '. Daarnaast zijn er commissies voor promotie, het pand-onderhoud, voor het vereenigingsblad, voor de ski-reis, voor de KMT etc.
Naast de commissies organiseren jaarclubs en diverse disputen uitjes en feesten op de sociëteit.

## Activiteiten
De kernactiviteit van de H.S.V. is het borrelen en feesten op de Sociëteit. Doorgaans borrelt de H.S.V. op woensdagen en vrijdagen.
Ook vindt er elk jaar een skireis plaats waar alle leden aan deel kunnen nemen. Naast deze weekenden en vakanties heeft de H.S.V. een lichamelijke opvoedingscommissie. Deze commissie organiseert het gehele jaar door activiteiten zoals sportlessen, een bierproeverij, of een uitje naar de Uithof.

## Kennismakingstijd (KMT)
Om lid te worden van de H.S.V. moet een kandidaat-lid de kennismakingstijd (KMT) doorlopen. Het doel van de KMT is om kandidaat-leden binnen een korte periode hun jaarclubgenoten te leren kennen en kennis te maken met de vereniging en haar leden.

## Externe betrekkingen
Intussen bevinden zich in Den Haag twee hogescholen en studeert de meerderheid van de leden in de stad zelf. Dit weerhoudt de Vereeniging er echter niet van om ook leden te werven en actief te zijn in de nabijgelegen studentensteden. Daarom is de H.S.V. aangesloten bij de Plaatselijke Kamer van Verenigingen Leiden en is zij (tot 2005) aangesloten geweest bij de Verenigingsraad Delft. De H.S.V. is bovendien aangesloten bij de Landelijke Kamer van Verenigingen en is lid van het Residentieel Studenten Overleg, het overkoepelend orgaan van tien studentengezelligheidsverenigingen in Den Haag. De H.S.V. onderhoudt vriendschapsbanden met het Haerlems Studenten Gildt.